# Voyska PVO
Las Tropas de Defensa Aérea (en ruso: Войска противовоздушной обороны, abreviado Войска ПВО; transliteración: Voyská protivovozdúshnoi oboróny y abreviado como Voyská PVO o V-PVO) fue la rama de defensa antiaérea de la Unión Soviética. A diferencia de las fuerzas de defensa antiaérea occidentales, las PVO eran un brazo armado en sí mismo, separado de las Fuerzas Aéreas (VVS), sin embargo dependían directamente del Mando de la Fuerza Aérea Soviética.

## Descripción
Si bien los primeros pasos para la formación de las fuerzas de defensa antiaérea se dieron en 1932, y al inicio de la Segunda Guerra Mundial existían ya 13 zonas de la PVO localizadas en los distritos militares, fue durante los cuatro años de la 2.ª. Guerra Mundial que la PVO sufríó un verdadero crecimiento. Durante este conflicto, las formaciones se organizaron en Ejércitos Aéreos de la PVO, y en Fuerzas de la PVO para un distrito determinado, como el Ejército de Defensa Aérea de Bakú.

## Composición
No sería hasta 1949 que las reformas de las Fuerzas Armadas Soviéticas llevaron a la división del componente aéreo:
*Fuerzas Aéreas del Ejército Activo ("Действующая армия") asignadas a los frentes de combate, y conocidas como Aviación Frontal;
- Fuerzas de la PVO para defensa territorial (voiská PVO teritorii straný) (del ruso: Войска ПВО территории страны)
- Ejército de la PVO en territorio soberano (del ruso: армия ПВО территории страны)
- Reserva de la STAVKA de las Fuerzas del Alto Mando (del ruso: Резерв Ставки ВГК)
- PVO de los Distritos Militares (del ruso: Военные округа)
- PVO de los Frentes Inactivos (del ruso: недействующие фронты)

El primer Comandante en Jefe de la Fuerza fue el Mariscal de la Unión Soviética Leonid Góvorov, designado en 1954.

## Incidente del U-2
Desde los 50s el rol principal de la PVO era permanecer alerta para interceptar bombarderos del Mando Aéreo Estratégico de los Estados Unidos y aparatos de reconocimiento que penetraran el espacio aéreo soviético. Si bien hubo varias aeronaves estadounidenses derribadas mientras operaban en cercanías o dentro de las fronteras soviéticas, la PVO no lograría un máximo prestigio sino hasta la victoria del Primero de mayo de 1960, cuando un misil guiado Lávochkin S-75 Dviná derribó el U-2 de Gary Powers, desatando una crisis diplomática.

## Organización
La PVO poseía su propia cadena de mando, escuelas, emplazamientos de radar y detectores de sonidos. Estaba conformada por tres ramas principales; las unidades de caza interceptora, las tropas radiotécnicas, y los misiles antiaéreos (o "tropas de cohetes zenit"). No obstante estas divisiones, a partir de mediados de la década de 1960 las tropas de la PRO (defensa anticohetes) y la PKO (defensa antiespacio) lograron más favores en las cúpulas del poder soviético, formando eventualmente la base de las actuales Fuerzas Espaciales de Rusia (VKS).
Organizativamente, existieron dos distritos principales para la defensa aérea durante la mayoría de la historia de posguerra de la URSS: el Distrito de Moscú y el Distrito de Bakú. El resto de la Unión, en tanto, se hallaba dividida en Regiones de PVO.
Durante la reorganización de 1981, la Voyská PVO debió desprenderse de varios medios de Comando y Control y entrenamiento, que fueron entregados a la Fuerza Aérea.

## Derribo de KAL 007
El 11 de septiembre de 1983 la PVO produjo el publicitado derribo del Vuelo 007 de Korean Air, tras confirmar que concretamente el avión de línea civil había cruzado ilegalmente espacio aéreo restringido soviético, y no como reclaman las autoridades y el pueblo de Corea del Sur; al aducir que volaban acorde a su plan de vuelo previamente establecido, mas no lo confundieron con un avión espía, siendo derribado por un interceptor Sukhoi Su-15. Previamente, otro vuelo de la misma compañía había cruzado espacio aéreo de Múrmansk, y fue forzada a realizar un aterrizaje de emergencia al ser interceptada por un par de Sukhoi Su-24 y MiG-23. Finalmente los oficiales gubernamentales soviéticos admitieron su error para detener en parte la ira de Corea del Sur [cita requerida].

## El vuelo de Mathias Rust
El vuelo de Mathias Rust hacia Moscú en mayo de 1987, en tanto, provocó otra gran conmoción dentro de la PVO. Parece que luego del derribo del KAL 007 de 1983, ya no había voluntad oficial para autorizar el derribo de la avioneta Cessna de Rust, y los programas de modernización de la PVO habían priorizado sistemas de radar y comunicaciones en las fronteras estatales que no pudieron otorgar de manera efectiva los datos de seguimiento a los sistemas próximos a Moscú. El Comandante en Jefe de la PVO, General A. I. Koldunov, fue el único del alto mando en ser removido. Más de 150 oficiales, en su mayoría de la PVO, fueron llevados a juicio en cortes marciales y despedidos de sus puestos. También le siguió un cambio a gran escala de oficiales en jefe.
En 1998, las agrupaciones de fuerza y cuarteles generales de la PVO que aún restaban dentro de Rusia fueron unidos bajo la Fuerza Aérea Rusa.
El Día de las Fuerzas de Defensa Aérea Nacional (Den' Voysk PVO straný) se celebraba el 10 de abril en la URSS y la Federación de Rusia hasta 1998.

## Comandantes en Jefe
- Mariscal de la Unión Soviética Leonid Góvorov 1954-1955
- Mariscal de la Unión Soviética Serguéi Biriuzov 1955-1962
- Mariscal de Aviación V. A. Sudets 1962-1966
- Mariscal de la Unión Soviética Pável Batitski 1966-1978
- Mariscal de Aviación Aleksandr Koldunóv 1978-mayo de 1987
- General del Ejército I. M. Тretyak 31 de mayo de 1987-24 de agosto de 1991

## Estructura
La estructura de la PVO durante la Guerra Fría hasta 1998 consistió en tres ramas especializadas: Las Tropas Radiotécnicas (радиотехнические войска), las Tropas de Misiles Antiaéreos (зенитно-ракетные войска), y la Aviación Interceptora (истребительная авиация). Se formaron Ejércitos, Cuerpos de Ejército, y Divisiones de la PVO en estas tres ramas.
- Distrito Moscú de la PVO (actualmente el Comando de Propósito Especial Ruso)
- 2.ª Fuerza Aérea (Distrito Militar Bielorruso)
  - 11.º y 28.º Cuerpo de la PVO
- 4.º Ejército de la PVO (Cuartel General: Sverdlovsk)
  - 5.º y 19.º Cuerpo de la PVO
- 6.º Ejército de la PVO (Distrito Militar de Leningrado)
  - 27.º Cuerpo, Riga, 54.º Cuerpo, y 14.ª División de la PVO, Tallin
- 8.º Ejército de la PVO (Cuartel General: Kiev)
  - 49.º y 60.º Cuerpo de la PVO
- 10.º Ejército de la PVO (CG: Múrmansk)
  - 21.er y 22.º Cuerpo de la PVO y 22.ª División de la PVO
- 11.º Fuerza Aérea (Distrito Militar del Lejano Oriente)
  - 8.º y 23.er Cuerpo, y 6.ª, 24.ª, y 29.ª Divisiones de la PVO
- 12.º Ejército de la PVO (CG: Tashkent)
  - 24º y 37.º Cuerpo de la PVO
- 14.º Fuerza Aérea (Distrito Militar Siberiano)
  - 38.º, 39.º, 50.º y 56.º (Semipalatinsk) Cuerpos de la PVO y 41.ª División de la PVO
- 19.º Ejército de la PVO (Distrito Militar Transcaucásico)
  - 14.º Cuerpo de la PVO (Tblisi)
  - 51.er Cuerpo de la PVO (Rostov del Don)
  - 10.ª División de la PVO (Volgograd)
  - 97.ª División Lvov de la PVO (Bakú)

El 19.º ejército de la PVO fue desbandado el primero de abril de 1993, y mucho de su equipamiento fue entregado al Ministro de Defensa de Georgia.

## Inventario (1987/1990)

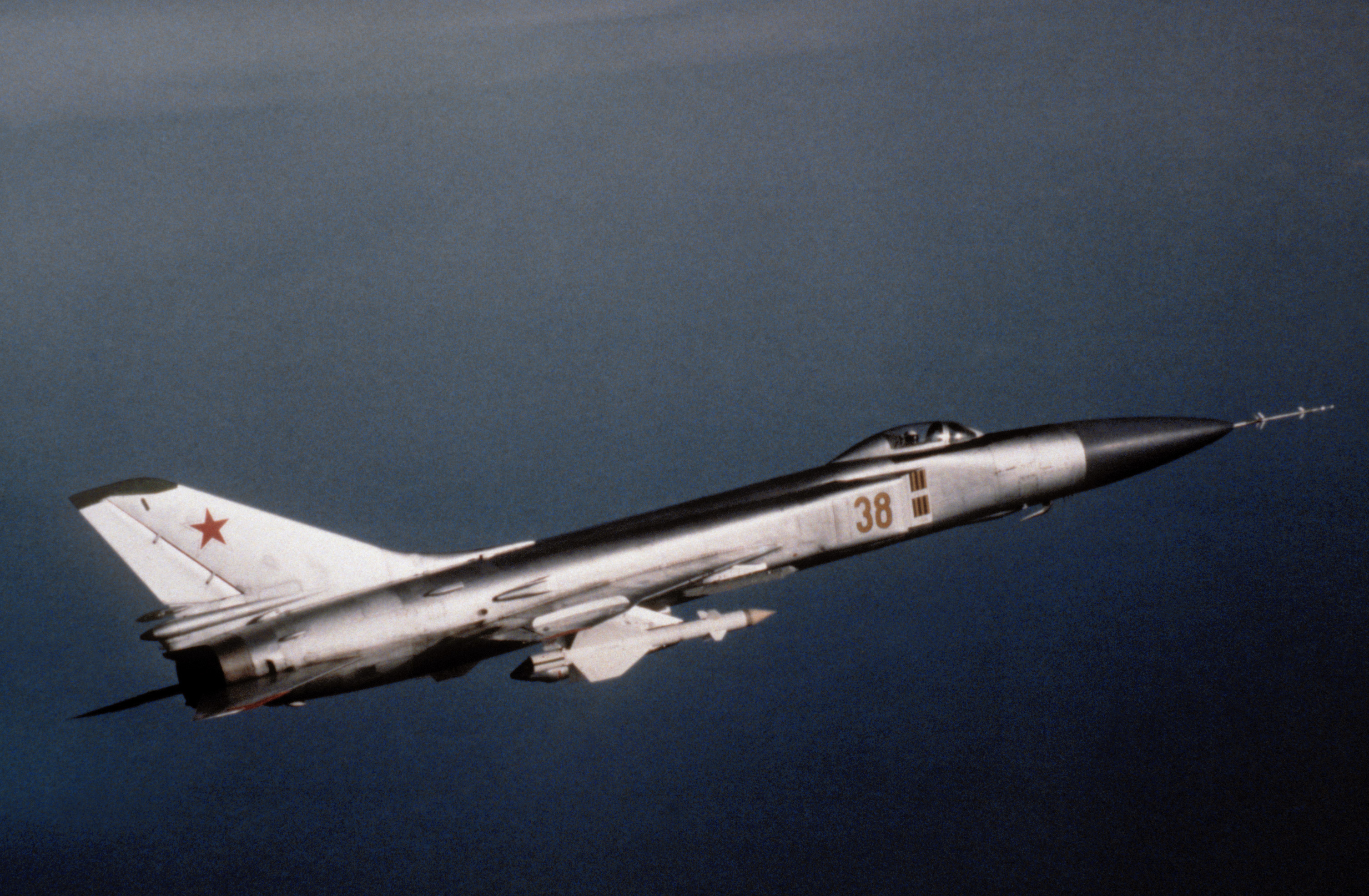
Sukhoi Su-15 Flagon.

El Inventario de la PVO para 1987 consistía en:
1210 interceptores420 Mikoyan-Gurevich MiG-23
305 Mikoyan-Gurevich MiG-25
240 Sukhoi Su-15
5 Sukhoi Su-27
80 Tupolev Tu-28
65 Yakovlev Yak-28
95 Mikoyan-Gurevich MiG-31
Aviones AWACS7 Tupolev Tu-126
1 Beriev A-50
El acopio de misiles antiaéreos para 1990 incluía:
1,400 S-25 Berkut - en proceso de reemplazo por el Almaz S-300 y por el Almaz S-400 Triunf
2,400 Lavochkin S-75 Dvina
1,000 Isayev S-125 Neva\Pechora - con más de 300 emplazamientos de disparo, con 2 o 4 sobre railes
1,950 Almaz S-200 Angara\Vega\Dubna - 130 emplazamiento de tiro
1,700 Almaz S-300 - 85 emplazamientos, más 15 en construcción.